# Victor Feldman

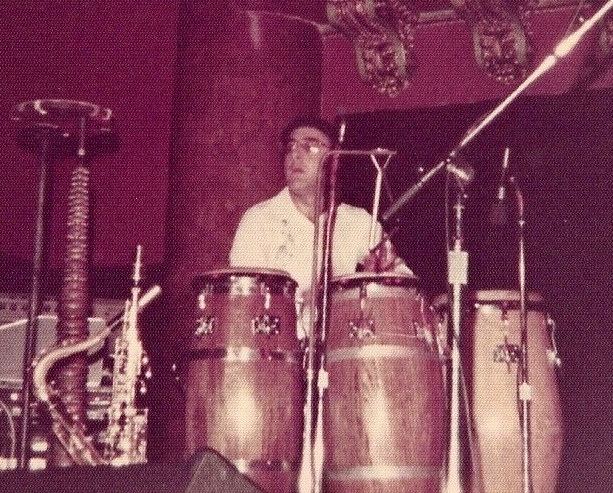
Victor Feldman

Victor Stanley Feldman (* 7. April 1934 in London; † 12. Mai 1987 in Los Angeles) war ein englischer Jazzmusiker (Vibraphonist, Pianist und Schlagzeuger).
Feldman war ein musikalisches „Wunderkind“. Er trat bereits im Alter von sieben Jahren als Pianist professionell auf, spielte zehnjährig in Glenn Millers Army Air Force Band, besuchte Kurse am Royal College of Music und debütierte mit vierzehn als Bandleader. Während der 1950er Jahre nahm er zahlreiche Alben als Vibraphonist u. a. für die Label Esquire und Tempo auf.
Nach einer Tournee mit Woody Herman übersiedelte er 1957 in die USA, wo er mit Howard Rumsey arbeitete. Seit Ende der 1950er Jahre wirkte er überwiegend als Studiomusiker. Im September 1959 trat er mit Shelly Manne & His Men in Jazzclub the Black Hawk auf, zu hören auf Shelly Manne & His Men at The Black Hawk.
Er arbeitete 1960–61 ein halbes Jahr mit Cannonball Adderleys Quintett, dann mit Stan Getz und nahm 1963 mit Miles Davis das Album Seven Steps to Heaven auf. Feldman konzentrierte sich dann auf die Studioarbeit; er kooperierte mit so unterschiedlichen Musikern wie Frank Zappa, Steely Dan oder Joni Mitchell (etwa 1976 beim Album Hejira). In den 1980er Jahren leitete er eine Crossover-Band (Generation Band), in der auch sein Sohn Trevor Feldman mitwirkte.
Feldman starb 1987 in seinem Haus in Los Angeles im Alter von 53 Jahren an einem Herzinfarkt, der auf einen Asthmaanfall folgte.

## Diskographie (Auswahl)
- Suite Sixteen mit John Burden, Lennie Bush, Tony Crombie, Jimmy Deuchar, Tubby Hayes, Derek Humble, Harry Klein, Eric Peter, Tommy Pollard, Jimmy Powell, Dizzy Reece, Ronnie Scott, Phil Seamen, Norman Stenfalt, Ken Wray, 1955
- Victor Feldman in London mit Pete Blannin, Dizzy Reece, Phil Seamen, Terry Shannon, 1956
- With Mallets a Fore Thought, 1957
- On Vibes mit Harold Land, Stan Levey, Carl Perkins, Frank Rosolino, Leroy Vinnegar, 1957
- The Arrival of Victor Feldman mit Scott LaFaro, Stan Levey, 1958
- The Music of Victor Feldman, Soloalbum, 1958
- Latinsville mit Walter Benton, Willie Bobo, Conte Candoli, Vince Guaraldi, Scott LaFaro, Stan Levey, Armando Peraza, Frank Rosolino, Mongo Santamaría, Nick Martinis, 1959
- Merry Olde Soul mit Louis Hayes, Hank Jones, Sam Jones, Andy Simpkins, 1960
- Vibes to the Power of Three mit Larry Bunker, Terry Gibbs, 1960
- A Taste of Honey, Juni 1962
- Stop the World, I Want to Get Off mit Larance Marable, Bobby Whitlock, 1963
- Soviet Jazz Themes, Soloalbum, 1963
- It's a Wonderful World, Soloalbum, 1964
- Love Me with All Your Heart, Soloalbum, 1964
- Venezuelan Joropo, Soloalbum, 1967
- Smooth, Soloalbum, 1970
- Your Smile mit Larance Marable, Bobby Whitlock, 1973
- Aja, mit Steely Dan, 1977
- The Artful Dodger mit Colin Bailey, Monty Budwig, Chuck Domanico, Jack Sheldon, 1977
- Rio Nights mit Chuck Domanico, Trevor Feldman, Eddie Karam, Hubert Laws, Harvey Mason, Sr., John Patitucci, Fred Tackett, 1977
- In My Pocket, Soloalbum, 1977
- A Little New York Midtown Music mit Nat Adderley, Johnny Griffin, Ron Carter und Roy McCurdy; Galaxy Records, 1978
- Together Again mit Monty Budwig, Shelly Manne, 1978
- Soft Shoulder mit der Generations Band, 1981
- Desire mit Tom Scott
- To Chopin with Love mit dem Victor Feldman Trio, 1983
- Call of the Wild mit der Generation Band, 1984
- Fiesta mit Kevin Bassinson, Vinnie Colaiuta, Joseph Conlan, Chick Corea, Nathan East, Manny Fernandez, Michael Fisher, Chuck Mangione, Dianne Reeves, Lee Ritenour, 1984
- High Visibility mit Max Bennett, Joseph Conlan, Abe Laboriel, Dean Parks, Tom Scott, 1985
- Secrets of the Andes, Soloalbum, 1985
- The Young Vic, Soloalbum, 1987

## Lexigraphische Einträge
- Wolf Kampmann (Hrsg.), unter Mitarbeit von Ekkehard Jost: Reclams Jazzlexikon. Reclam, Stuttgart 2003, ISBN 3-15-010528-5.